# Đeletovci (stacja kolejowa)
Đeletovci – stacja kolejowa w Đeletovci, w żupanii vukowarsko-srijemskiej, w Chorwacji. Stacja znajduje się na linii Novska – Tovarnik, będącej częścią ważnej magistrali Zagrzeb-Belgrad.

## Linie kolejowe
- Linia Novska – Tovarnik